# Pipin III. od Vermandoisa
Pipin III. od Vermandoisa (francuski Pépin III; također Pipin II. od Senlisa) (o. 846. – 893.) bio je franački plemić te grof Senlisa i Vermandoisa (850. – 893.), kao i lord te grof Valoisa (886. – 893.). Bio je sin Pipina, grofa Vermandoisa te unuk kralja Bernarda Talijanskog, koji je sam bio unuk Karla Velikog.
Supruga Pipina III. je nepoznata, ali je poznato da je njihov sin bio grof Pipin III. od Senlisa (876. – 922.).
| Prethodnik: | Grof Vermandoisa | Nasljednik: |
| Pipin II.   | Grof Vermandoisa | Herbert I.  |